# Carl Friedrich Meyer (geograf)
Carl Friedrich Meyer (ur. 17 grudnia 1840 w Quedlinburgu, zm. 12 października 1904 w Szczecinie) – niemiecki nauczyciel, historyk i geograf.
Absolwent gimnazjum w Quedlinburgu (1860). Studiował historię i geografię na uniwersytecie w Halle. W 1864 roku zdał egzamin nauczycielski. Związany z Friedrich-Wilhelm-Schule w Szczecinie, gdzie najpierw odbywał staż, a następnie przez cztery dekady był nauczycielem. Zajmował się projektowaniem i rysowaniem map, a także odbywał liczne wędrówki krajoznawcze po Pomorzu. Pisał artykuły do czasopism fachowych poświęconych historii oraz geografii. Opublikował mapę Puszczy Bukowej.
Współtwórca założonego w 1889 roku towarzystwa Buchheide-Verein, którego do śmierci był przewodniczącym. Wytyczał trasy turystyczne w Puszczy Bukowej i dbał o ich utrzymanie. Został pochowany na szczecińskim cmentarzu Centralnym. Po śmierci wzniesiono pomnik ku jego pamięci na wzgórzu Świątek (niem. Heiligen Berg) w Puszczy Bukowej, z brązowym reliefem dłuta Ludwiga Manzla.